# Danilo Koprivica
Danilo Koprivica - Borut, črnogorski orožniški major in četniški komandant, * (?) 1903, (?), Hercegovina, † 13. september 1943, Ribnica.
Po okupaciji Kraljevine Jugoslavije je živel v Ljubljani in se vključil v slovensko četniško gibanje Karla Novaka. Od marca do oktobra 1942 je bil v italijanski internaciji v koncentracijskem taborišču Gonars in Padovi, po vrnitvi pa je v začetku maja 1943 odšel v četniški odred v Polhograjsko hribovje in prevzel njegovo poveljstvo. Po razdelitvi enote na več odredov je postal komandant Dolenjskega (tudi Centralnega) odreda, ki se je 3. septembra 1943 utrdil v Grčaricah v dveh večjih poslopjih. Pri obrambi postojanke pred napadi 14.divizije, ki so se začeli 8. septembra je bil po treh dneh hudih bojev težko ranjen. Ob vdaji posadke (126 živih četnikov in 18 ranjencev) je poskušal narediti samomor. Težko ranjen je umrl v partizanski bolnišnici.